# Sphenomorphus annamiticus
Sphenomorphus annamiticus — вид сцинкоподібних ящірок родини сцинкових (Scincidae). Мешкає у В'єтнамі і Камбоджі. Раніше вважався конспецифічним з Sphenomorphus stellatus

## Поширення і екологія
Sphenomorphus annamiticus мешкають у Південному В'єтнамі і Камбоджі. Вони живуть у вологих тропічних лісах.